# الغنطو
الغنطو قرية في ناحية تلبيسة التابعة لمنطقة الرستن في محافظة حمص في سورية. تقع على بعد 12 كم (7.5 ميل) شمال حمص. وفقًا للمكتب المركزي للإحصاء (CBS) ، بلغ عدد سكان الغنطو 14836 نسمة في عام 2004. سكانها في الغالب من المسلمين السنةويعملمونبل الزراعة.
في 11 يونيو 2012 وكجزء من الحرب الأهلية السورية قام مقاتلون مناهضون للحكومة من الجيش السوري الحر بمهاجمة قاعدة جوية عسكرية صغيرة تقع في الغنطو. ولكن الجيش العربي السوري قام بشن هجوم مضاد وصد الهجوم. تمكن الجيش السوري الحر من الانسحاب واستولى على العديد من الأسلحة والذخيرة . وفقًا لمسؤولي الجيش السوري الحر، فقد تمكنوا من دخول القاعدة بعد أن استعانوا بـ 22 جنديًا وضابطًا كانوا متمركزين في القاعدة.